# Vanessa Marano
Vanessa Nicole Marano (Los Angeles, 31 ottobre 1992) è un'attrice statunitense.

## Biografia
Vanessa Marano ha una sorella di tre anni più giovane, Laura Marano, anch'essa attrice. Sua madre, Ellen, è la proprietaria dell'Agoura Children's Theatre di Agoura Hills.
Oltre all'inglese, parla italiano.
Nel 2010, inizia a frequentare un community college.
Ha imparato la lingua dei segni americana direttamente sul set di Switched at Birth - Al posto tuo.

## Carriera
Comincia a lavorare a sette anni, recitando in numerosi spettacoli al teatro di sua madre e partecipando a campagne promozionali. Debutta al cinema nel film indipendente Easy del 2003. Marano diviene conosciuta principalmente per le serie televisive Senza traccia (dove interpreta il ruolo della figlia maggiore di Jack Malone) e Una mamma per amica (dove interpreta il ruolo di April Nardini). Nel 2008 interpreta Layne nel film The Clique, basato sui romanzi di Lisi Harrison. Nel 2011 è protagonista della serie Switched at Birth - Al posto tuo. Nel 2016 compare nel terzo episodio del revival di Una mamma per amica, dove riprende il ruolo di April Nardini, la figlia di Luke.

## Filmografia

### Attrice

#### Cinema
- Easy, regia di Jane Weinstock (2003)
- The Clique, regia di Michael Lembeck (2008)
- Il diario di Vanessa, regia di Suzi Yoonessi (2009)
- Your Father's Daughter (2012)
- The Secret Lives of Dorks, regia di Salomé Breziner (2013)
- Anna's Secret, regia di Annabeth Glorchall (2013)
- Senior Project, regia di Jeremy Lin (2014)
- Daphne & Velma, regia di Suzi Yoonessi (2018)
- Saving Zoë - Alla ricerca della verità (Saving Zoë), regia di Jeffrey Hunt (2019)
- This Is the Year, regia di David Henrie (2020)
- How to Deter a Robber, regia di Adam Sherman (2020)
- This Game's Called Murder, regia di Adam Sherman (2021)

#### Televisione
- Senza traccia (Without a Trace) - serie TV, 12 episodi (2002-2009)
- The Brooke Ellison Story, regia di Christopher Reeve – film TV (2004)
- The Comeback – serie TV, 3 episodi (2005)
- Malcolm (Malcolm in the Middle) - serie TV, 1 episodio (2005)
- Boys Life – serie TV (2006)
- Hell on Earth, regia di Dennie Gordon – film TV (2007)
- Una mamma per amica (Gilmore Girls e Gilmore Girls: A year in the life) – serie TV, 15 episodi (2005-2007 e 2016)
- Man of Your Dreams, regia di Jason Ensler – film TV (2008)
- The Clique, regia di Michael Lembeck – film TV (2008)
- The Closer - serie TV, 1 episodio (2008)
- Ghost Whisperer - Presenze (Ghost Whisperer) - serie TV, 1 episodio (2008)
- Trust Me – serie TV, 5 episodi (2009)
- Febbre d'amore (The Young and the Restless) – serie TV, 59 puntate (2008-2010)
- Scoundrels - Criminali in famiglia (Scoundrels) – serie TV, 8 episodi (2010)
- The Untitled Michael Jacobs Pilot, regia di Arlene Sanford – film TV (2010)
- Marry Me, regia di James Hayman – miniserie TV (2010)
- Medium - serie TV, 2 episodi (2010)
- Parenthood, serie TV, seconda stagione (2010-2011)
- Dexter – serie TV, 6 episodi (2009-2011)
- CSI - Scena del crimine (CSI) - serie TV, un episodio (2011)
- Grey's Anatomy – serie TV, episodio 8x20 (2012)
- Switched at Birth - Al posto tuo (Switched at Birth) – serie TV, 104 episodi (2011-2017)
- Boys Are Stupid, Girls Are Mean, regia di Inea Shetty – serie TV, 9 episodi (2012)
- Restless Virgins, regia di Jason Lapeyre – film TV (2013)
- Perception - serie tv, 1 episodio (2013)
- NCIS: New Orleans - serie tv, 1 episodio (2014)
- Outcast - serie tv, 1 episodio (2016)
- 9-1-1 - serie TV, episodio 4x03 e 4x13 (2021)

#### Videoclip
- Diamonds In My Chest di Dotan (2023)

### Produttrice
- Il trattamento reale (The Royal Treatment), regia di Rick Jacobson (2022)

## Riconoscimenti
- Teen Choice Awards 2011 – Candidatura come personaggio televisivo femminile per Switched at Birth - Al posto tuo

## Doppiatrici italiane
Nelle versioni in italiano delle opere in cui ha recitato, Vanessa Marano è stata doppiata da:
- Letizia Ciampa in Trust Me, Past Life, Scoundrels - Criminali in famiglia, Private Practice, Perception, 9-1-1
- Laura Amadei in The Comeback
- Veronica Puccio in Una mamma per amica, The Closer
- Valentina Favazza in CSI - Scena del crimine
- Alessia Amendola in Switched at Birth - Al posto tuo
- Chiara Gioncardi in Medium
- Letizia Scifoni in NCIS: New Orleans
- Elena Liberati in Station 19
- Margherita De Risi in Velma & Daphne
- Martina Felli in This Is the Year